# Indische Badminton-Juniorenmeisterschaft
Indische Badminton-Juniorenmeisterschaften werden seit 1959 ausgetragen, wobei in den einzelnen Disziplinen um unterschiedlich benannte Pokale gespielt wird. Es werden ausgespielt der Calcutta Badminton Cup for Junior Boys Singles, der Ramaswamy Cup for Junior Boys Doubles, der Maharani Gayatri Devi Cup for Junior Girls Singles und der Chiranjit Lal Madan Cup for Junior Girls Doubles.

## Die Meister
| Saison    | Herreneinzel             | Dameneinzel                      | Herrendoppel                                            | Damendoppel                                | Mixed                                      |
| --------- | ------------------------ | -------------------------------- | ------------------------------------------------------- | ------------------------------------------ | ------------------------------------------ |
| 1959      |                          | R. Ramchander Reddy              |                                                         |                                            | nicht ausgetragen                          |
| 1960      | Ashok Saida              | Shobha Moorthy                   |                                                         |                                            | nicht ausgetragen                          |
| 1961      | Zahoor Hussain           | Shobha Moorthy                   |                                                         |                                            | nicht ausgetragen                          |
| 1962      | Gautam Thakar            | Damayanti Subedar Shobha Moorthy | Inderjit Bhatia Ashok Saida                             |                                            | nicht ausgetragen                          |
| 1963      | Gautam Thakar            | Damayanti Subedar                | Gautam Thakkar Atul Premnarayan                         |                                            | nicht ausgetragen                          |
| 1964      | Gautam Thakkar           | Jo Phillips                      | Sukhit Singh Ved Prakash                                |                                            | nicht ausgetragen                          |
| 1965      | Gautam Thakkar           | Jo Phillips                      | Gautam Thakkar Atul Premnarayan                         |                                            | nicht ausgetragen                          |
| 1966      | R. Dhingra               | Jo Phillips                      | Satpatl Rawat A. V. Madgavkar                           |                                            | nicht ausgetragen                          |
| 1967      | K. K. Cheema             | Jo Phillips                      | Asif Parpia Kumar Krishna                               |                                            | nicht ausgetragen                          |
| 1968      | Malvinder Dhillon        | Morin Mathias                    | Manvinder Dhillon Singh                                 | Morin Mathias Pratibha                     | nicht ausgetragen                          |
| 1969      | Prakash Padukone         | Morin Mathias                    | Prakash Padukone P. Pradeep                             | Ami Ghia Sujata Jain                       | nicht ausgetragen                          |
| 1970      | Prakash Padukone         | Ami Ghia                         | Hanumantha Rao Leroy D’sa                               | Ami Ghia Sujata Jain                       | nicht ausgetragen                          |
| 1971      | Sandeep Ganguly          | Sujata Jain                      | Abid Haidar S. N. Sinha                                 | Ami Ghia Sujata Jain                       | nicht ausgetragen                          |
| 1972      | Sanjay Sharma            | Sujata Jain                      | Sanjay Sharma Uday Pawar                                | Ami Ghia Sujata Jain                       | nicht ausgetragen                          |
| 1973      | Vikram Singh             | Sujata Jain                      | S. N. Sinha Brijendra Gupta                             | Madhuri Phalnikar Kanchan Kelkar           | nicht ausgetragen                          |
| 1974      | Syed Modi                | Manik Kelkar                     | Uday Pawar Madhur Bezbora                               | Madhuri Phalnikar Kanchan Kelkar           | nicht ausgetragen                          |
| 1975 1976 | Syed Modi                | Manik Kelkar                     | Uday Pawar Madhur Bezbora                               | Manik Kelkar Hufrish Nariman               | Uday Pawar Manik Kelkar                    |
| 1976 1977 | Madhur Bezbora           | Amita Kulkarni                   | Pankaj Dhume Sudhanshu Hukku                            | Manik Kelkar Sheela Das                    |                                            |
| 1977      | Syed Modi                | Amita Kulkarni                   | Vimal Kumar Sajid Edwin                                 | T. Varghees A. Kumar                       |                                            |
| 1978      | Sudhanshu Hukku          | Amita Kulkarni                   | Pankaj Dhume Sudhanshu Hukku                            | Amita Kulkarni Radhika Bose                |                                            |
| 1979      | Sudhanshu Hukku          | Amita Kulkarni                   | Pankaj Dhume Sudhanshu Hukku                            | Amita Kulkarni Radhika Bose                |                                            |
| 1980      | Sanjay Mehrotra          | Radhika Bose                     | Rajesh Dhir Sanjay Jain                                 | Radhika Bose Sharmila Joglekar             |                                            |
| 1981      | Anoop Sethi              | S. Raveendran                    | Rajesh Dhir Sanjay Jain                                 | S. Raveendran Beema                        |                                            |
| 1982      | Amol Shah                | Deepti Thanekar                  | Rajesh Dhir Sanjay Jain                                 | Mallika Barua Lopa Das                     |                                            |
| 1983      | Inderjeet Mukherjee      | Seema Bhandari                   | George Thomas Krishna Kumar                             | Mallika Barua Lopa Das                     |                                            |
| 1984      | Aritra Nandi             | Deepti Thanekar                  | Sunil Jyoti Anirudh Rao                                 | Deepti Thanekar Shirin Garda               |                                            |
| 1985      | Madhurya Barua           | Ashwini Talwalkar                | Manoj Kumar Praveen Kumar                               | Aparna Habbu Shama Kittur                  |                                            |
| 1986      | Ajay Gandhi              | Archana Deodhar                  | Manoj Kumar Praveen Kumar                               | Aparna Habbu Shama Kittur                  |                                            |
| 1987      | Dipankar Bhattacharjee   | Archana Deodhar                  | Chandradeep Gaurav Bhatia                               | Aparna Habbu Shama Kittur                  |                                            |
| 1988      | Praveen Kumar            | Archana Deodhar                  | Gaurav Bhatia Vijaydeep Singh                           | Manjusha Pawangadkar Aparna Phalnikar      |                                            |
| 1989      | Jaseel P. Ismail         | Firoza Batliwala                 | Vijaydeep Singh Manish Sehghal                          | Firoza Batliwala Preeti Nerlekar           |                                            |
| 1990      | Sushant Saxena           | Nancy Keith                      | Srishail Vinay Babu                                     | Nisha Bhagwat P. V. V. Lakshmi             |                                            |
| 1991      | Pullela Gopichand        | Nancy Keith                      | Ajit Haridas Prabhakar                                  | Nisha Bhagwat P. V. V. Lakshmi             |                                            |
| 1992      | Vijay Lancy              | P. V. V. Lakshmi                 | Ajit Wijetilak Deepak Amarnath                          | P. V. V. Lakshmi Neelima Chowdary          |                                            |
| 1993      | Vivek Gautam             | Aparna Popat                     | Ajit Wijetilak Deepak Amarnath                          | Aparna Popat Nirmala Kotnis                |                                            |
| 1994      | Siddharth Jain           | Aparna Popat                     | Deepak Amarnath Sameer Mahesh                           | Nirmala Kotnis Neelima Chowdary            |                                            |
| 1995      | Abhinn Shyam Gupta       | Aparna Popat                     | Deepak Amarnath Sameer Mahesh                           | Meeta Bhandari Sapna Ratti                 |                                            |
| 1996      | Abhinn Shyam Gupta       | Aparna Popat                     | Praveen Gehalawat Harish Chander                        | Neelima Chowdary Sudha Rani                |                                            |
| 1997      | Sachin Ratti             | Divya Ramesh                     | Sachin Ratti Harish Chander                             | D. Swetha Ketaki Thakar                    |                                            |
| 1998      | Thomas Kurian            | B. R. Meenakshi                  | Sanave Thomas Valiyaveetil Diju                         | B. R. Meenakshi Parul Priyadarshani        |                                            |
| 1999      | Chetan Anand             | Parul Priyadarshani              | Valiyaveetil Diju Mitesh Hazarnis                       | Ketaki Thakar Trupti Murgunde              |                                            |
| 2000      | Nishad Dravid            | Jwala Gutta                      | A. Pridhvi P. Sunil                                     | Jwala Gutta Shruti Kurien                  |                                            |
| 2001      | Bahniman Borah           | Krishna Dekaraja                 | Sandeep Luiz Vineet Manuel                              | Fathima Nazneen B. N. Ashwini              |                                            |
| 2002      | Rohan Castelino          | Krishna Dekaraja                 | Amar Mohite Sagar Chopda                                | B. Deepti Priyadarshini E. Deepthi Shalini |                                            |
| 2003      | Anand Pawar              | Krishna Dekaraja                 | Sagar Chopda Ayyappan Krishnan                          | Aparna Balan Saina Nehwal                  |                                            |
| 2004      | Sagar Chopda             | Saina Nehwal                     | Sagar Chopda Ayyappan Krishnan                          | Aparna Balan Saina Nehwal                  |                                            |
| 2005      | Kashyap Parupalli        | Saina Nehwal                     | Jishnu Sanyal Akshay Dewalkar                           | Aparna Balan Saina Nehwal                  |                                            |
| 2006      | Jishnu Sanyal            | Aditi Mutatkar                   | Jishnu Sanyal Akshay Dewalkar                           | Ashwini Ponnappa Nitya Sosale              |                                            |
| 2007      | R. M. V. Gurusaidutt     | Ruth Misha                       | B. Antony P. H. Suraj                                   | Ashwini Ponnappa Nitya Sosale              |                                            |
| 2008      | Aditya Prakash           | Siki Reddy                       | Prateek Patel Aditya Prakash                            | Siki Reddy P. C. Thulasi                   |                                            |
| 2009      | Sai Praneeth Bhamidipati | Siki Reddy                       | Sai Praneeth Bhamidipati Pranav Chopra                  | Siki Reddy P. C. Thulasi                   |                                            |
| 2010      | Sai Praneeth Bhamidipati | P. V. Sindhu                     | Sai Praneeth Bhamidipati H. S. Prannoy                  | Gauri Ghate Daya Elsa Jacob                | A. Naresh Poorvisha Ram                    |
| 2011      | Sameer Verma             | Tanvi Lad                        | K. Srikanth Hema Nagendra Babu Thandarang               | Saili Rane Arathi Sara Sunil               | B. Venkatesh Ruthvika Shivani              |
| 2012      | Dani Harsheel            | Ruthvika Shivani                 | Gopi Raju Hema Nagendra Babu Thandarang                 | Ruthvika Shivani Ram Poorvisha             | Hema Nagendra Babu Thandarang J. Meghana   |
| 2013      | Aditya Joshi             | Rituparna Das                    | M. R. Arjun Chirag Shetty                               | Rituparna Das J. Meghana                   | Sanyam Shukla J. Meghana                   |
| 2014      | Dani Harsheel            | Rituparna Das                    | M. R. Arjun Chirag Shetty                               | Rituparna Das Ruthvika Shivani             | Saurabh Sharma Pooja Dandu                 |
| 2015      | Chirag Sen               | Vrushali Gummadi                 | M. R. Arjun Chirag Shetty                               | Ashwini Bhat Mithula U. K.                 | Satwiksairaj Rankireddy Ahillya Harjani    |
| 2016      | Lakshya Sen              | Ira Sharma                       | Krishna Prasad Garaga Dhruv Kapila                      | Ashwini Bhat Mithula U. K.                 | Dhruv Kapila Mithula U. K.                 |
| 2017      | Aryamann Tandon          | Aakarshi Kashyap                 | Vishnuvardhan Goud Panjala Sri Krishna Sai Kumar Podile | Rutaparna Panda Mithula U. K.              | Krishna Prasad Garaga Mithula U. K.        |
| 2018      | Kiran George             | Aakarshi Kashyap                 | Vishnuvardhan Goud Panjala Sri Krishna Sai Kumar Podile | Aditi Bhatt Tanisha Crasto                 | Sai Pratheek K. Krishnaprasad Ashwini Bhat |
| 2019      | Maisnam Meiraba          | Tasnim Mir                       | Vishnuvardhan Goud Panjala Ishaan Bhatnagar             | Simran Singhi Ritika Thaker                | Ishaan Bhatnagar Tanisha Crasto            |
| 2020 2021 | nicht ausgetragen        | nicht ausgetragen                | nicht ausgetragen                                       | nicht ausgetragen                          | nicht ausgetragen                          |
| 2022      | Pranav Rao Gandham       | Devika Sihag                     | Dev Ayyappan Dhiren Ayyappan                            | Vennala Kalagotla Shriyanshi Valishetty    | Hari Bharathi Baskaran Dhanyaa Nandakumar  |
| 2023      | Rushendra Thirupathi     | Rakshitha Sree S.                | Nicholas Nathan Raj Tushar Suveer                       | Radhika Sharma Tanvi Sharma                | Sathwik Reddy K. Vaishnavi Khadkekar       |
| 2024      | Pranay Shettigar         | Prakriti Bharath                 | Arsh Mohammad Sanskar Saraswat                          | Lalrempuii Tanoo Chandra                   | Lalramsanga C. Vishakha Toppo              |